# NHK郡山支局
NHK郡山支局（日语：／），是NHK福島放送局位於福島縣郡山市的支局，作為NHK在中通中南部地區的採訪據點。

## 外部連結
- NHK福島放送局（页面存档备份，存于） （日語）
- NHK文化中心郡山教室（页面存档备份，存于） （日語）